# Thomas Ulrich
Thomas Ulrich (Berlín Occidental, 11 de julio de 1975) es un deportista alemán que compitió en boxeo.
Participó en los Juegos Olímpicos de Atlanta 1996, obteniendo una medalla de bronce en el peso semipesado. Ganó una medalla de bronce en el Campeonato Mundial de Boxeo Aficionado de 1995, en el mismo peso.

## Palmarés internacional
| Juegos Olímpicos   | Juegos Olímpicos         | Juegos Olímpicos  | Juegos Olímpicos |
| Año                | Lugar                    | Medalla           | Categoría        |
| ------------------ | ------------------------ | ----------------- | ---------------- |
| 1996               | Atlanta (Estados Unidos) | Medalla de bronce | 81 kg            |
| Campeonato Mundial |                          |                   |                  |
| Año                | Lugar                    | Medalla           | Categoría        |
| 1995               | Berlín (Alemania)        | Medalla de bronce | 81 kg            |